# Serhiy Fedorov
Serhiy Vladyslavovych Fedorov ( 18 de febrero de 1975 (50 años) en Kiev) es un jugador de fútbol ucraniano que juega para el FC Chernomorets Odessa. Empezó como un defensa central, pero sobre todo juega como lateral derecho, o al lado derecho el centrocampista.
Fedorov vino a través de la cantera del Dynamo, y debutó con el primer equipo en 1992. Ha sido un actor fiable en toda la defensa, y no toma cualquier posición de su cuenta. Debido a las limitadas oportunidades, fue cedido al CSKA Kiev en 1995 y 1996 antes de regresar a Dynamo. Fue puesto en libertad como agente libre en 2008, y el 1 de abril de 2009 se incorporó a FV Chernomorets Odessa para el resto de la temporada 2008-2009.
- Datos: Q1385449
- Multimedia: Serhiy Fedorov / Q1385449